# Platanthera calderoniae
Platanthera calderoniae är en orkidéart som beskrevs av López-ferr. och Mario Adolfo Espejo Serna. Platanthera calderoniae ingår i släktet nattvioler, och familjen orkidéer. Inga underarter finns listade i Catalogue of Life.